# Baptiste Santamaria
Pour les articles homonymes, voir Santamaria (homonymie).
Baptiste Santamaria, né le 9 mars 1995 à Saint-Doulchard (Cher), est un footballeur français qui évolue au poste de milieu de terrain au Valence CF.

## Biographie

### En club

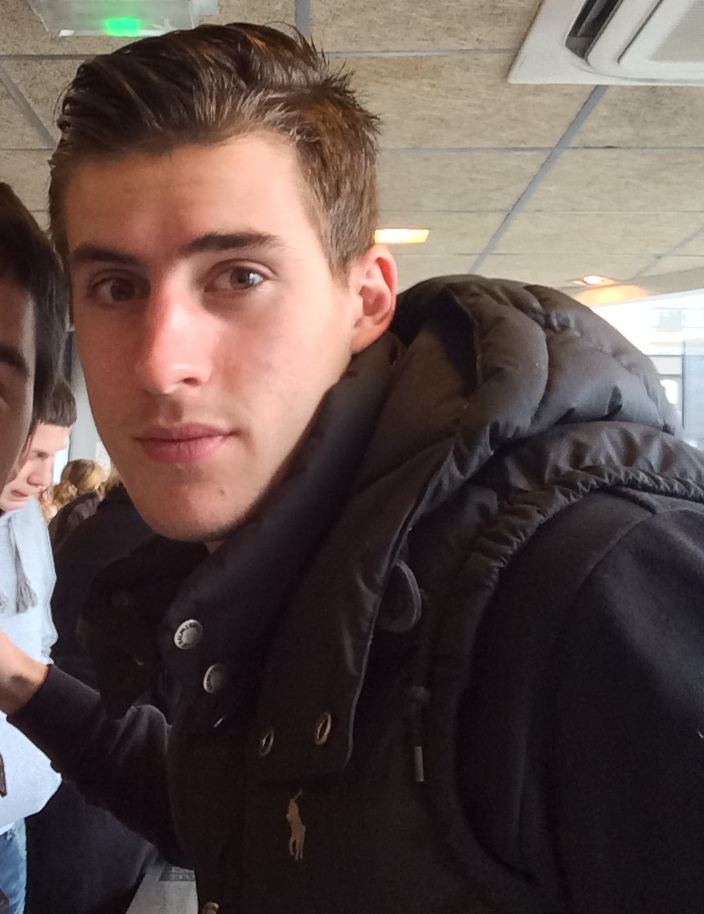
Baptiste Santamaria (2015).

#### Formation au Bourges 18 puis au Tours FC
Baptiste Santamaria commence le football à Bourges. Chez les jeunes, il évolue dans deux clubs différents de Bourges : l'ES Justices Bourges et le Bourges 18. C'est à ce moment qu'il rencontre Morgan Sanson, autre joueur professionnel né à Saint-Doulchard. À l'âge de 15 ans, il est contacté par Bernard Blaquart, alors directeur de la formation au Tours FC, afin de passer un essai avec la formation tourangelle. L'essai est concluant et il décide de rejoindre le centre de formation tourangeau en 2011.

#### Début professionnel au Tours FC
Dès le début de saison 2013-2014, Santamaria intègre le groupe de l'équipe de B de Tours, évoluant en CFA 2. À la suite de belles prestations et d'une pénurie au milieu de terrain, Santamaria découvre rapidement la Ligue 2. Le 18 octobre 2013, après seulement cinq matchs en CFA 2, il rentre à la 88e minute du match contre le CA Bastia, remplaçant Bryan Bergougnoux, et fait ses grands débuts dans le monde professionnel. Dès son deuxième match professionnel, il marque un but contre Le Havre AC sur une passe décisive de Bergougnoux.
Pour sa première saison avec les professionnels, Santamaria réalise une saison pleine de promesses en disputant 25 matchs et marquant 4 buts en Ligue 2. Fin mai 2014, il signe son premier contrat professionnel avec le Tours FC pour trois ans.

#### Quatre ans au Angers SCO et une saison au SC Fribourg
Le 25 juin 2016, Baptiste Santamaria est transféré au Angers SCO et s'engage pour quatre ans avec l'équipe angevine,.
Le 28 juin 2018, malgré l’intérêt de plusieurs clubs français et italiens, il décide de prolonger son contrat de deux années supplémentaires avec le Angers SCO, soit jusqu'en juin 2022,.
Le 17 septembre 2020, Baptiste Santamaria est transféré au SC Fribourg. Il signe un contrat de quatre ans avec le club allemand. 

#### Retour en France au Stade rennais FC
Après une saison en Bundesliga, il revient en France et s'engage avec le Stade rennais FC en paraphant un contrat de quatre ans,. L'indemnité de son transfert est estimé à 14 millions d'euros,. 
Pour sa première saison, il a été le titulaire du onze rennais. Pour la saison suivante, il continue à être titulaire. Cependant, le 11 septembre 2022, à la suite d'une blessure survenue lors d'une victoire 5-0 face à l'AJ Auxerre, il est écarté des terrains pour quatre mois. 
Pour sa troisième saison au sein du club Rouge et Noir et avec l'arrivée de Nemanja Matić, il est moins titularisé. Il retrouve cependant une place de titulaire avec les problèmes extra-sportifs du milieu serbe et grâce à son duo avec Enzo Le Fée. 
Le 25 janvier 2024, il prolonge son aventure avec le club breton d'une année supplémentaire, soit jusqu'en juin 2026,. 
Le 6 février 2024, lors d'un match contre le FC Sochaux-Montbéliard en huitièmes de finale de Coupe de France, Baptiste Santamaria dispute son 100e sous les couleurs des Rouge et Noir,. 

##### Prêt à l'OGC Nice
Le 22 janvier 2025, lors du mercato hivernal, Baptiste Santamaria est prêté à l'OGC Nice jusqu'à la fin de la saison,,. Les Aiglons dispose d'une option d'achat sur le joueur,.

#### Découverte de l'Espagne avec le Valence CF
Le 7 août 2025, Baptiste Santamaria quitte le Stade rennais FC et s'engage avec le Valence CF en paraphant un contrat de deux ans, soit jusqu'en juin 2027,,.

### En sélection nationale
En 2014, les performances de Baptiste Santamaria sont très remarquées du côté de l'équipe de France des moins de 19 ans, il est convoqué pour un stage en compagnie d'Enzo Zidane, mais il ne peut y participer car un match de Ligue 2 opposant le Tours FC au RC Lens se déroule au même moment que ce rassemblement national. 
En 2015, il est sélectionné en équipe de France des moins de 20 ans pour participer au Tournoi de Toulon du 25 mai au 7 juin. Titulaire contre les USA et le Costa Rica, il remporte son premier trophée international FIFA avec l'équipe de France en battant le Maroc en finale (victoire, 3-1).

## Statistiques
| Saison                | Club                  | Championnat           | Championnat | Championnat | Championnat | Coupe(s) nationale(s) | Coupe(s) nationale(s) | Coupe(s) nationale(s) | Compétition(s) continentale(s) | Compétition(s) continentale(s) | Compétition(s) continentale(s) | Compétition(s) continentale(s) | Total | Total | Total |
| Saison                | Club                  | Division              | M.          | B.          | P.d.        | M.                    | B.                    | P.d.                  | Comp.                          | M.                             | B.                             | P.d.                           | M.    | B.    | P.d.  |
| 2013-2014             | Tours FC              | Ligue 2               | 23          | 4           | 0           | 1                     | 0                     | 0                     | -                              | -                              | -                              | -                              | 24    | 4     | 0     |
| 2014-2015             | Tours FC              | Ligue 2               | 35          | 4           | 1           | 4                     | 0                     | 0                     | -                              | -                              | -                              | -                              | 39    | 4     | 1     |
| 2015-2016             | Tours FC              | Ligue 2               | 32          | 6           | 2           | 5                     | 0                     | 1                     | -                              | -                              | -                              | -                              | 37    | 6     | 3     |
| Sous-total            | Sous-total            | Sous-total            | 90          | 14          | 3           | 10                    | 0                     | 1                     | -                              | -                              | -                              | -                              | 100   | 14    | 4     |
| 2016-2017             | Angers SCO            | Ligue 1               | 37          | 0           | 0           | 6                     | 0                     | 0                     | -                              | -                              | -                              | -                              | 43    | 0     | 0     |
| 2017-2018             | Angers SCO            | Ligue 1               | 31          | 0           | 0           | 2                     | 0                     | 0                     | -                              | -                              | -                              | -                              | 33    | 0     | 0     |
| 2018-2019             | Angers SCO            | Ligue 1               | 38          | 1           | 0           | 2                     | 0                     | 0                     | -                              | -                              | -                              | -                              | 40    | 1     | 0     |
| 2019-2020             | Angers SCO            | Ligue 1               | 28          | 1           | 1           | 2                     | 0                     | 0                     | -                              | -                              | -                              | -                              | 30    | 1     | 1     |
| 2020-2021             | Angers SCO            | Ligue 1               | 3           | 0           | 0           | -                     | -                     | -                     | -                              | -                              | -                              | -                              | 3     | 0     | 0     |
| Sous-total            | Sous-total            | Sous-total            | 137         | 2           | 1           | 12                    | 0                     | 0                     | -                              | -                              | -                              | -                              | 149   | 2     | 1     |
| 2020-2021             | SC Fribourg           | Bundesliga            | 30          | 1           | 2           | 1                     | 0                     | 0                     | -                              | -                              | -                              | -                              | 31    | 1     | 2     |
| 2021-2022             | SC Fribourg           | Bundesliga            | 1           | 0           | 0           | 1                     | 0                     | 0                     | -                              | -                              | -                              | -                              | 2     | 0     | 0     |
| Sous-total            | Sous-total            | Sous-total            | 31          | 1           | 2           | 2                     | 0                     | 0                     | -                              | -                              | -                              | -                              | 33    | 1     | 2     |
| 2021-2022             | Stade rennais FC      | Ligue 1               | 34          | 2           | 1           | 2                     | 0                     | 0                     | C4                             | 9                              | 0                              | 1                              | 45    | 2     | 2     |
| 2022-2023             | Stade rennais FC      | Ligue 1               | 25          | 2           | 0           | 1                     | 0                     | 0                     | C3                             | 3                              | 0                              | 0                              | 29    | 2     | 0     |
| 2023-2024             | Stade rennais FC      | Ligue 1               | 30          | 0           | 1           | 5                     | 0                     | 0                     | C3                             | 7                              | 0                              | 1                              | 42    | 0     | 2     |
| 2024-2025             | Stade rennais FC      | Ligue 1               | 10          | 0           | 1           | 1                     | 0                     | 0                     | -                              | -                              | -                              | -                              | 11    | 0     | 1     |
| Sous-total            | Sous-total            | Sous-total            | 99          | 4           | 3           | 9                     | 0                     | 0                     | -                              | 19                             | 0                              | 2                              | 127   | 4     | 5     |
| 2024-2025             | OGC Nice (prêt)       | Ligue 1               | 13          | 0           | 0           | 1                     | 0                     | 0                     | -                              | -                              | -                              | -                              | 14    | 0     | 0     |
| 2025-2026             | Valence CF            | LaLiga                | 0           | 0           | 0           | 0                     | 0                     | 0                     | -                              | -                              | -                              | -                              | 0     | 0     | 0     |
| Total sur la carrière | Total sur la carrière | Total sur la carrière | 370         | 21          | 9           | 34                    | 0                     | 1                     | -                              | 19                             | 0                              | 2                              | 423   | 21    | 12    |

## Palmarès

### En club
| Angers SCO                                |
| ----------------------------------------- |
| - Coupe de France (0) - Finaliste : 2017. |

### En sélection nationale
| France -20 ans (1)                          |
| ------------------------------------------- |
| - Tournoi de Toulon (1) - Vainqueur : 2015. |